# Синь циннянь
«Синь циння́нь» (кит. упр. 新青年, пиньинь Xīn Qīngnián) — китайский журнал, который играл ведущую роль в Движении за новую культуру, вслед за которым развернулось Движение 4 мая.

## История
Движение за новую культуру, развернувшееся на фоне антимонархических и антиимпериалистических настроений, призывало создать альтернативу закостеневшему конфуцианству и традиционным идеологическим догматам. Создание журнала «青年杂志» («Молодежь», «Циннянь цзачжи») осенью 1915 года в Шанхае стало откликом на этот призыв. Вокруг журнала, главным редактором которого был Чэнь Дусю, сплотились главные идеологи этого движения. Уже в первом номере нового издания вышла программная статья Чэнь Дусю «Воззвание к молодёжи» («敬告青年», «Цзингао циннянь»; 1916, сентябрь), в которой главный редактор призывает молодёжь отказаться от предрассудков и стать более открытыми для новых ценностей и идей. Чэнь полагал, что новое поколение должно понять и принять три таких важных понятия как «человеческие права», «теория эволюции Дарвина» и «социализм» — только усвоив эту систему взглядов, можно будет понять и идею прогресса, а значит, превратить Китай в сильное независимое государство. Постулированный в этой статье лозунг «демократия и наука» стал основным не только для журнала, но и для целого поколения, для всего Движения за новую культуру.
В 1916 году название «Молодёжь» было изменено на «Новую молодёжь», при этом и редакторский, и авторский состав остались прежними. Позиция журнала стала получать всё большую поддержку, в особенности в студенческих кругах. Однако, наибольшую значимость журнал приобретает в «пекинский» период.
В 1917 году Чэнь Дусю получает должность в Пекинском университете, и журнал также начинает выпускаться в Пекине. Вместе с тем удачный опыт Октябрьской революции приводит к тому, что издание активно левеет, а редакторский состав пополняет известный марксист Ли Дачжао. С 1917 года в «Новой молодёжи» начинают выходить программные статьи марксистов — например, статья Ли Дачжао «Победа народных масс» («庶民的胜利», «Шуминь дэ шэнли»; 1919, январь). В ней автор формулирует четыре основополагающих тезиса:
- изменение общественно-политического строя представляет собой болезненный и мучительный, но неизбежный исторический процесс;
- победа революции в России не единичный факт — это всеобщая тенденция, на которую нельзя закрывать глаза, общественное сознание изменяется и это невозможно игнорировать;
- никакие конференции, соглашения и мирные договоры не могут идти вразрез с мнением и в ущерб большинства, как это происходит в Китае;
- ворота в новый мир должны быть открыты только тем, кто трудится и создает материальные блага, рабочие — вот кто действительно важен для общества, а те, кто даром едят рис — бандиты.

Кроме того, журнал часто обращался к острым социальным вопросам, одним из которых являлось гендерное неравенство. Именно на страницах «Новой молодежи» впервые напрямую было заявлено, что «женщина — тоже человек», а значит, она имеет те же права и возможности, что и мужчина. На страницах журнала периодически появлялись как статьи, посвященные «женскому вопросу», так и публикации самих женщин. В 1918—1919 редакция всячески поддерживала митинги за эмансипацию женщин, проходившие в Пекине, Шанхае и Гуанчжоу.
Другой важный вопрос, который зачастую поднимался в журнале — необходимость перехода от классического литературного языка вэньяня к современному общепонятному разговорному байхуа. Редакция считала, что статьи на понятном простому человеку языке не только поспособствуют увеличению уровня грамотности, но также помогут превратить журналы и книги в мощное орудие идейного воздействия. Такая позиция получила широкую поддержку среди интеллигенции того времени. Одним из основных идеологов такой «литературной революции» стал Ху Ши. В 1917 году выходит его статья «建设的文学革命论» («Цзяньшэ дэ вэньсюэ гэмин лун», «Рассуждения об организации литературной революции», 1917, апрель), в которой он излагает принцип «восьми нет», на которые стоит опираться писателю при создании литературного произведения — кроме отхода от вэньяня Ху Ши большую роль отводит эстетической и смысловой нагрузке новой литературы. При этом сама статья была написана достаточно витиеватым вэньянем.
Вслед за статьей Ху Ши выходит целая серия публикаций в поддержку этой позиции. Наиболее примечательна — «Человечная литература» («人的文学», «Жень дэ вэньсюэ»; 1917, декабрь) Чжоу Цзожэня. Автор считает, что литература оказывает заметное влияние на читателя, а значит, на писателе лежит огромная ответственность при создании гуманной, нравственной и искренней литературы. Особое значение, по мнению Чжоу Цзожэня, имеет доступная литература, что ведёт к неизбежности литературной революции.
Уже с 1918 года все статьи журнала пишутся исключительно на байхуа, а осенью 1919 года на нём начинают преподавать почти во всех образовательных учреждениях Китая. Таким образом, первое литературное произведение на байхуа «Записки сумасшедшего» Лу Синя появилось именно на страницах «Новой молодёжи». Помимо этого, существовали и крайние позиции в борьбе за отказ от вэньяня. Так Цянь Сюаньтун призывал вообще отказаться от китайского языка в пользу эсперанто.
В начале 1920—1922 годов журнал всё больше левеет и фактически становится партийным органом печати Коммунистической партии Китая. В нём выходит серия переводов статей Ленина и Сталина, общие программные статьи партии. Кроме того, он подвергается активным гонениям со стороны Гоминьдана: редакции пришлось несколько раз переезжать с места на место (Шанхай, Пекин, Гуанчжоу), пока в июле 1922 года её окончательно не закрыли. В 1923, 1925 и 1926 годах предпринимались попытки возобновить издание, но все они потерпели неудачу.